# Peter R. Orszag

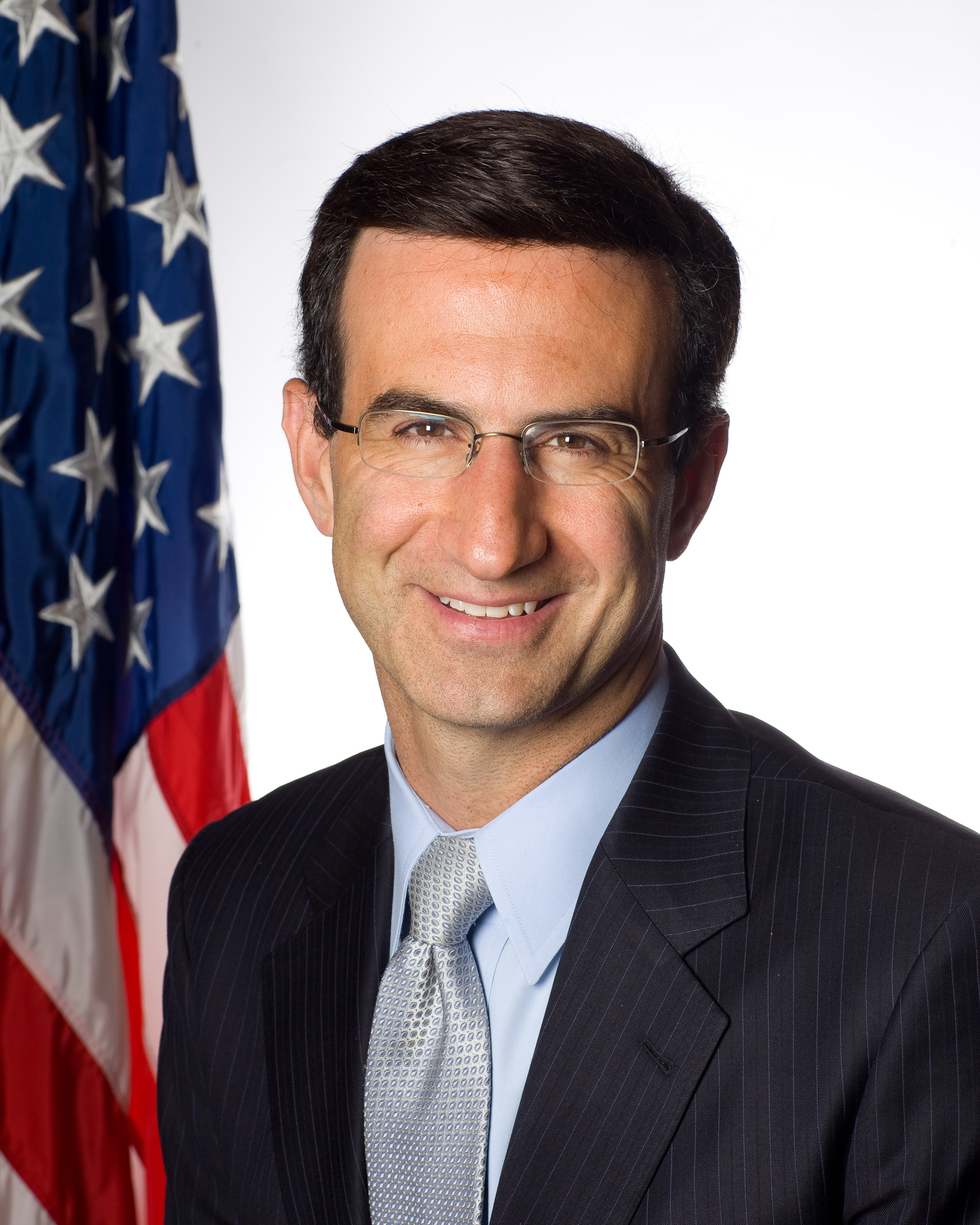
Peter R. Orszag

Peter Richard Orszag (* 16. Dezember 1968 in Boston, Massachusetts) ist ein US-amerikanischer Wirtschaftswissenschaftler. Er fungierte von Januar 2007 bis November 2008 als Direktor des Congressional Budget Office, das für die Haushaltsplanung beim Kongress der Vereinigten Staaten zuständig ist. Im Anschluss übte er ab dem 20. Januar 2009 das Amt des Direktors des Office of Management and Budget im Kabinett von US-Präsident Barack Obama aus. Von diesem Posten trat er am 30. Juli 2010 zurück.

## Leben
Orszag wuchs in Lexington, Massachusetts, auf, als Sohn von Reba (geb. Karp) und Steven Orszag. Seine väterlichen Urgroßeltern waren jüdische Einwanderer aus Ungarn, die 1903 nach New York City auswanderten. Nach seinem Abschluss an der Phillips Exeter Academy erreichte er 1991 einen A.B. summa cum laude in Wirtschaftslehre an der Princeton University und einen Ph.D. in Wirtschaftslehre an der London School of Economics, welches ihm durch ein Marshall-Stipendium ermöglicht wurde.
Nach seinem Studium arbeitete er als Special Assistant des Präsidenten für Wirtschaftspolitik sowie als Senior Economist und Senior Adviser im Rat der Wirtschaftsberater der Clinton-Regierung in den Jahren 1997 bis 1998. Er gründete außerdem die Beratergruppe Sebago Associates, welche zur Competition Policy Associates und darauffolgend von der FTI Consulting Inc. aufgekauft wurde. Danach arbeitete Orszag als ein „Joseph A. Pechman Senior Fellow“ und stellvertretender Direktor der Economic Studies bei der Brookings Institution, wo er das Hamilton Project und das Retirement Security Project leitete.
Orszag begann seine Amtszeit als der siebte Direktor des Congressional Budget Office am 18. Januar 2007. Am 18. November 2008 wurde bekannt, dass der designierte US-Präsident Obama ihn zum künftigen Direktor des Office of Management and Budget berufen habe. Mit Wirkung vom 30. Juli 2010 legte er dieses Amt nieder. Zuletzt hatte es Vorwürfe gegen Orszag gegeben, er sei nicht in der Lage, das hohe Staatsdefizit zu bewältigen. Als sein Nachfolger wurde Jacob Lew nominiert, der das OMB bereits zwischen 1998 und 2001 geleitet hatte; dessen Bestätigung durch den Senat erfolgte im November 2010.
Kurz darauf stieg Orszag bei der Citibank ein. Im Mai 2016 wechselte er zu Lazard.
Peter Orszag lebt in Washington, D.C. 2010 heiratete er die Nachrichtensprecherin Bianna Golodryga, mit der er zwei Kinder hat. Aus einer vorherigen Ehe stammen zwei weitere Kinder.
Sein im Mai 2011 verstorbener Vater Steven war ein angesehener Physiker und Mathematiker.

## Preise und Ehrungen
- 2003: Richard-Musgrave-Preis (mit Jonathan Gruber)[6]